# Georgino Avelino
José Georgino Alves e Sousa Avelino, mais conhecido como Georgino Avelino (Angicos, 31 de julho de 1886 — Rio de Janeiro, 2 de abril de 1959), foi advogado, jornalista, banqueiro, diplomata e político brasileiro.
Além de ter sido Diretor de Turismo e Propaganda da Universidade do DF, foi deputado federal de 1924 a 1926 e, em 1945, fo interventor no Rio Grande do Norte.
Posteriormente foi eleito senador, com sucessivos mandatos de 1946 a 1955 e de 1955 a 1959. Durante o primeiro mandato foi um dos signatários da Constituição de 1946, vindo a falecer no exercício do segundo.
Quando exercia a função de Adido Consular em Gênova, Itália, casou-se com Maria Astengo Avelino, com quem teve quatro filhos: Pedro, Georgina, George e Fernando. O mais velho, Pedro, nasceu na Itália, os demais no Brasil.
Apesar de potiguar, esteve ligado diretamente à implementação do projeto de loteamento inicial, em 1958 e 1959, que deu origem ao bairro carioca do Recreio dos Bandeirantes, através da Companhia Recreio dos Bandeirantes.
Em sua homenagem, foi criado o município de Senador Georgino Avelino no Rio Grande do Norte.